# Willibaldsritt Jesenwang
Der Willibaldsritt Jesenwang ist eine Wallfahrt zu Pferde in der bayerischen Gemeinde Jesenwang. Er findet seit 1712 einmal jährlich statt und führt durch die Wallfahrtskirche St. Willibald. Der Ritt steht seit 2020 im Bayerischen Landesverzeichnis des immateriellen Kulturerbes und wurde 2022 als immaterielles Kulturerbe in Deutschland anerkannt.

## Geschichte
Der Willibaldsritt geht auf eine seit dem 16. Jahrhundert nachweisbare Wallfahrt zurück. Seit 1712 wird diese jährlich durchgeführt und mit einer Pferdesegnung verbunden. Anlass dieser Pferdesegnung war eine damals grassierende Pferdeseuche, die die Bauern veranlasste, den heiligen Willibald um Hilfe zu bitten. Sie führten eine sogenannte Verlobung mit dem Heiligen durch. Dabei legten sie ein Versprechen ab, jedes Jahr einen Ritt durchzuführen. Anschließend sei der Überlieferung nach kein einziges Pferd mehr erkrankt.
Im Gemeindewappen von Jesenwang, das der Ort seit 1972 führt, wird der Willibaldsritt durch den Bischofsstab des heiligen Willibald symbolisiert.
2018 wurde der Freundeskreis St. Willibald e.V. für die Organisation des Willibaldritts mit dem Heimatpreis Bayern ausgezeichnet. 2020 wurde der Willibaldritt in das Bayerische Landesverzeichnis des immateriellen Kulturerbes aufgenommen und 2022 in das bundesweite Verzeichnis der deutschen UNESCO-Kommission. Ebenfalls 2022 fand der Willibaldritt zum 300. Mal statt. Mit mehr als 4000 Besuchern war dieser Jubiläumsritt überdurchschnittlich gut besucht. 2020 und 2021 war das Gelöbnis aufgrund der Covid-19-Pandemie in einem deutlich kleineren Rahmen als üblich eingelöst worden.

## Durchführung
Der Ritt findet seit 1980 an dem Sonntag statt, der dem Willibaldsfest (7. Juli) am nächsten liegt. Er beginnt am frühen Nachmittag in der Ortschaft Jesenwang. Die Segnung der Pferde findet vor der Kirche statt. Dabei verwendet der Geistliche, der die Ansprache zur Segnung hält, einen Text, der auf einem Gebet beruht, das etwa 1780 von Prior Stephan Burgmair vom Kloster Fürstenfeld aufgezeichnet wurde. In der Kirche, die dreimal im Uhrzeigersinn durchritten wird, erfolgt eine weitere Segnung. Der Boden der Kirche wird vor dem Ritt vom Mesner mit Stroh aufgeschüttet. Nach dem Durchreiten der Kirche treffen sich die Teilnehmenden zu einem festlichen Abschluss des Rittes in einem nahegelegenen Kastanienhain.
Es nehmen jährlich zwischen 200 und 300 Reiter und Reiterinnen an der Wallfahrt teil. Wagen mit Gespannen fahren um die Kirche herum. Außer den Pferden und Gespannen nehmen auch Kühe, Ochsen und Esel an der Wallfahrt teil.
Viele Jesenwanger schmücken anlässlich der Pferdewallfahrt ihre Häuser und nehmen am Umzug oder den Festlichkeiten teil. Die Teilnahme an der Wallfahrt steht allen Interessierten offen, die sich ausreichend mit dem Reiten bzw. Fahren auskennen. Der Ritt selbst wird ebenfalls weitgehend von Familien aus dem Ort organisiert. Das Wissen über Durchführung und Organisation wurde und wird in den Familien über Generationen hinweg weitergegeben. Der Freundeskreis St. Willibald hilft mit Bildungsprogrammen bei der Weitergabe des Wissens. Dafür wurde der Verein 2018 mit dem Heimatpreis Bayern ausgezeichnet.